# Liste von Seilbahnen in Afrika
Dies ist eine Liste der Seilbahnen in Afrika, d. h. der kommerziellen Luft- und Standseilbahnen in Afrika.

## Luftseilbahnen
| Foto                  | Ort, Strecke         | Art              | Länge (m) | Höhenunter- schied (m) | Gipfelhöhe (m) | Beginn                  | Ende            | Artikel                            | Bemerkungen                                                |          |          |
| Algerien              | Algerien             | Algerien         | Algerien  | Algerien               | Algerien       | Algerien                | Algerien        | Algerien                           | Algerien                                                   | Algerien | Algerien |
| --------------------- | -------------------- | ---------------- | --------- | ---------------------- | -------------- | ----------------------- | --------------- | ---------------------------------- | ---------------------------------------------------------- | -------- | -------- |
|                       | Algier               | Gondelbahn       | >4000     |                        |                | 1956                    | in Betrieb      | Seilbahnen von Algier              | Teil des ÖPNV                                              |          |          |
|                       | Annaba–Djebel Edough | Gondelbahn       | 4000      |                        | 850            | 1987/2008               | 1999/in Betrieb | Seilbahn Annaba                    |                                                            |          |          |
|                       | Blida–Chréa          | Gondelbahn       | 7150      |                        | 1500           | 1984/2009               | 1993/in Betrieb | Seilbahn Blida – Chréa             |                                                            |          |          |
|                       | Constantine          | Gondelbahn       | 1633      |                        |                | 2008                    | in Betrieb      | Seilbahn Constantine               |                                                            |          |          |
|                       | Skikda               | Gondelbahn       |           |                        |                |                         | in Betrieb      |                                    | Teil des ÖPNV                                              |          |          |
|                       | Tlemcen              | Gondelbahn       |           |                        |                |                         | in Betrieb      |                                    | Teil des ÖPNV                                              |          |          |
| Eritrea               |                      |                  |           |                        |                |                         |                 |                                    |                                                            |          |          |
|                       | Massaua–Asmara       | Materialseilbahn | 75.070    |                        |                | 1937                    | 1952            | Massaua-Asmara-Seilbahn            | eine der längsten Seilbahnen der Erde                      |          |          |
| Gabun, Republik Kongo |                      |                  |           |                        |                |                         |                 |                                    |                                                            |          |          |
|                       | Moanda–Mbinda        | Materialseilbahn | 76.000    |                        |                | 1962                    | 1968            | COMILOG-Materialseilbahn           | eine der längsten Seilbahnen der Erde                      |          |          |
| Nigeria               |                      |                  |           |                        |                |                         |                 |                                    |                                                            |          |          |
|                       | Obudu                | Gondelbahn       | 4030      | 870                    | 1600           | 2005                    | in Betrieb      | Obudu-Luftseilbahn                 |                                                            |          |          |
| Südafrika             |                      |                  |           |                        |                |                         |                 |                                    |                                                            |          |          |
|                       | Hartbeespoort        | Gondelbahn       |           | 378                    | 1570           | 1973                    | in Betrieb      | Aerial Cableway Hartbeespoort      |                                                            |          |          |
|                       | Kapstadt (Tafelberg) | Gondelbahn       | 1200      | 704                    | 1067           | 1929 (1947, 1958, 1997) | in Betrieb      | Table Mountain Aerial Cableway     |                                                            |          |          |
| Südafrika, Eswatini   |                      |                  |           |                        |                |                         |                 |                                    |                                                            |          |          |
|                       | Bulembu–Barberton    | Materialseilbahn | 20.360    | 111                    | 1607           | 1939                    | 2001            | Materialseilbahn Bulembu–Barberton | Zum Zeitpunkt der Errichtung längste Eine-Sektion-Seilbahn |          |          |

## Standseilbahnen
| Foto      | Ort, Strecke | Gleise    | Länge (m) | Höhenunter- schied (m) | Gipfelhöhe (m) | Beginn    | Ende      | Artikel         | Bemerkungen |
| Südafrika | Südafrika    | Südafrika | Südafrika | Südafrika              | Südafrika      | Südafrika | Südafrika | Südafrika       | Südafrika   |
| --------- | ------------ | --------- | --------- | ---------------------- | -------------- | --------- | --------- | --------------- | ----------- |
|           | Cape Point   | 1mA       | 585       | 87                     | 214            | 1996      | heute     | Flying Dutchman |             |